# Premio Paul Celan
El premio Paul Celan (en alemán: Paul-Celan-Preis) es un premio literario anual creado en 1988 por el Fondo Alemán de Literatura para destacar la labor de toda una vida dedicada a la traducción al alemán desde la lengua francesa. Dotado con 20 000 euros desde 2021, en 1993 y 1994 quedó desierto. Desde 1995, también se pueden premiar traductores de idiomas distintos al francés. El premio rinde homenaje a Paul Celan, poeta y traductor de obras literarias. En 2021 el jurado de expertos estuvo compuesto por: Karin Betz, Ursula Gräfe, Patricia Klobusiczky, Christiane Körner y Ulrich Sonnenberg.

## Ganadores
- 1988 Simon Werle
- 1989 Uli Aumüller
- 1990 Traductores de los Cahiers/Hefte de Paul Valéry
- 1991 Eva Moldenhauer
- 1992 Elisabeth Edl y Wolfgang Matz
- 1995 Ruth Achlama y Barbara Antkowiak
- 1996 Angela Praesent
- 1997 Karl-Heinz Jähn
- 1998 Rainer G. Schmidt
- 1999 Tuvia Rübner
- 2000 Astrid Philippsen
- 2001 Andreas Tretner
- 2002 Gabriele Leupold
- 2003 Sigrid Vagt
- 2004 Hinrich Schmidt-Henkel
- 2005 Klaus-Jürgen Liedtke
- 2006 Elke Wehr[2]
- 2007 Nikolaus Stingl
- 2008 Ragni Maria Gschwend
- 2009 Esther Kinsky
- 2010 Rosemarie Tietze
- 2011 Mirjana Wittmann y Klaus Wittmann
- 2012 Dorothea Trottenberg
- 2013 Friedhelm Rathjen
- 2014 Gerhard Meier[3]
- 2015 Moshe Kahn
- 2016 Anne Birkenhauer
- 2017 Christiane Körner[4]
- 2018 Thomas Brovot
- 2019 Annette Kopetzki
- 2020 Eveline Passet
- 2021 Andrea Spingler